# Attila (klädesplagg)

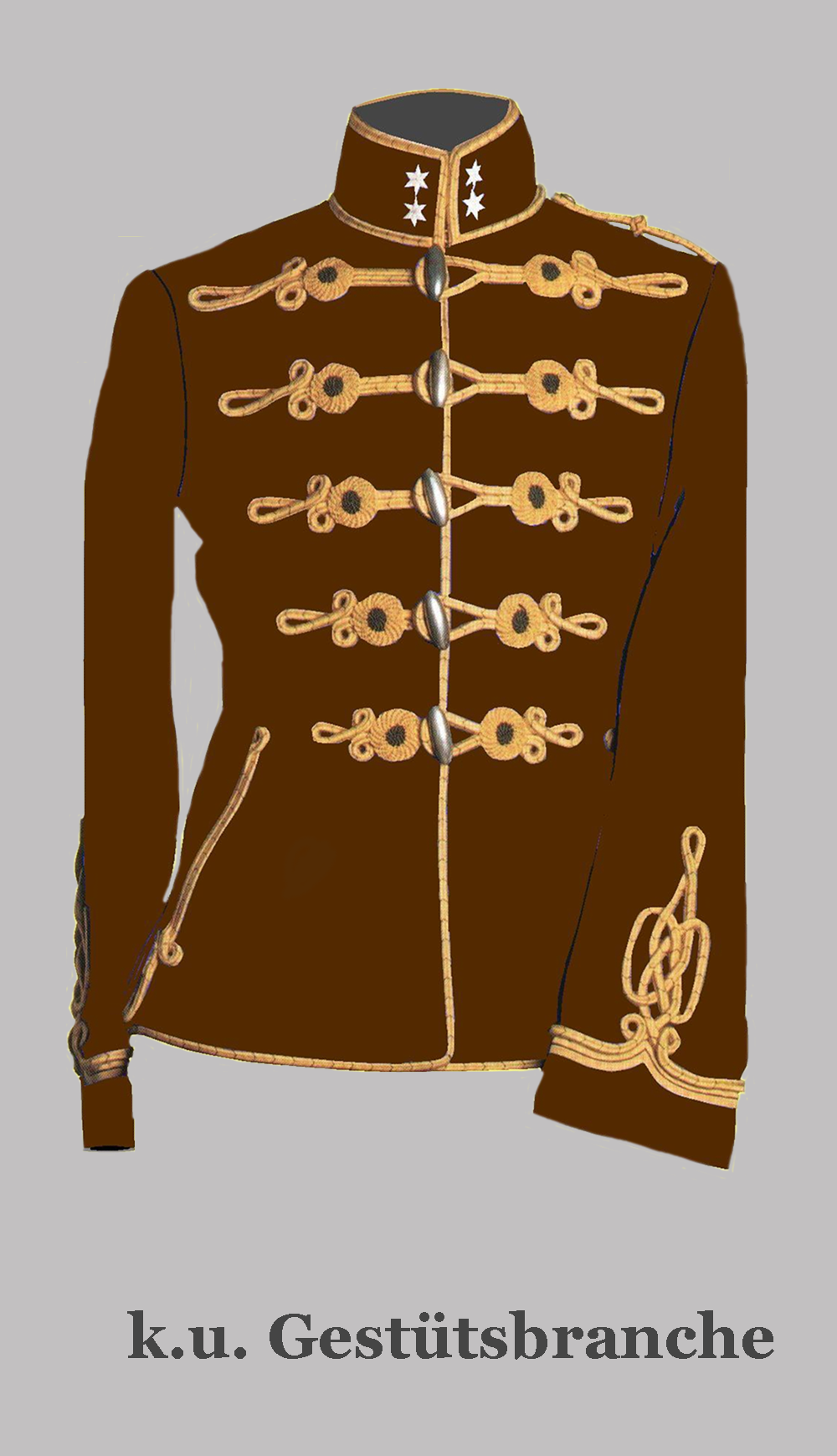
Attila, vapenrock

Attila är namnet på två olika klädesplagg:
- Attila är dels en till ungerska nationaldräkten hörande, kort, med snören besatt livrock. Namnet härrör från hunnerkonungen Attila.
- Attila är även en kort vapenrock med ståndkrage och snörmakeri, knäppsnören, tvärs över bröstet, oftast i fem rader, introducerad inom militären som en kopia på föregående. Denna rock brukades huvudsakligen av husarer i flera länders arméer,  i Frankrike och Sverige av artillerister.

I Sverige infördes attilan som uniformsplagg 1872.